# مصفوفة بيسيب وكيك

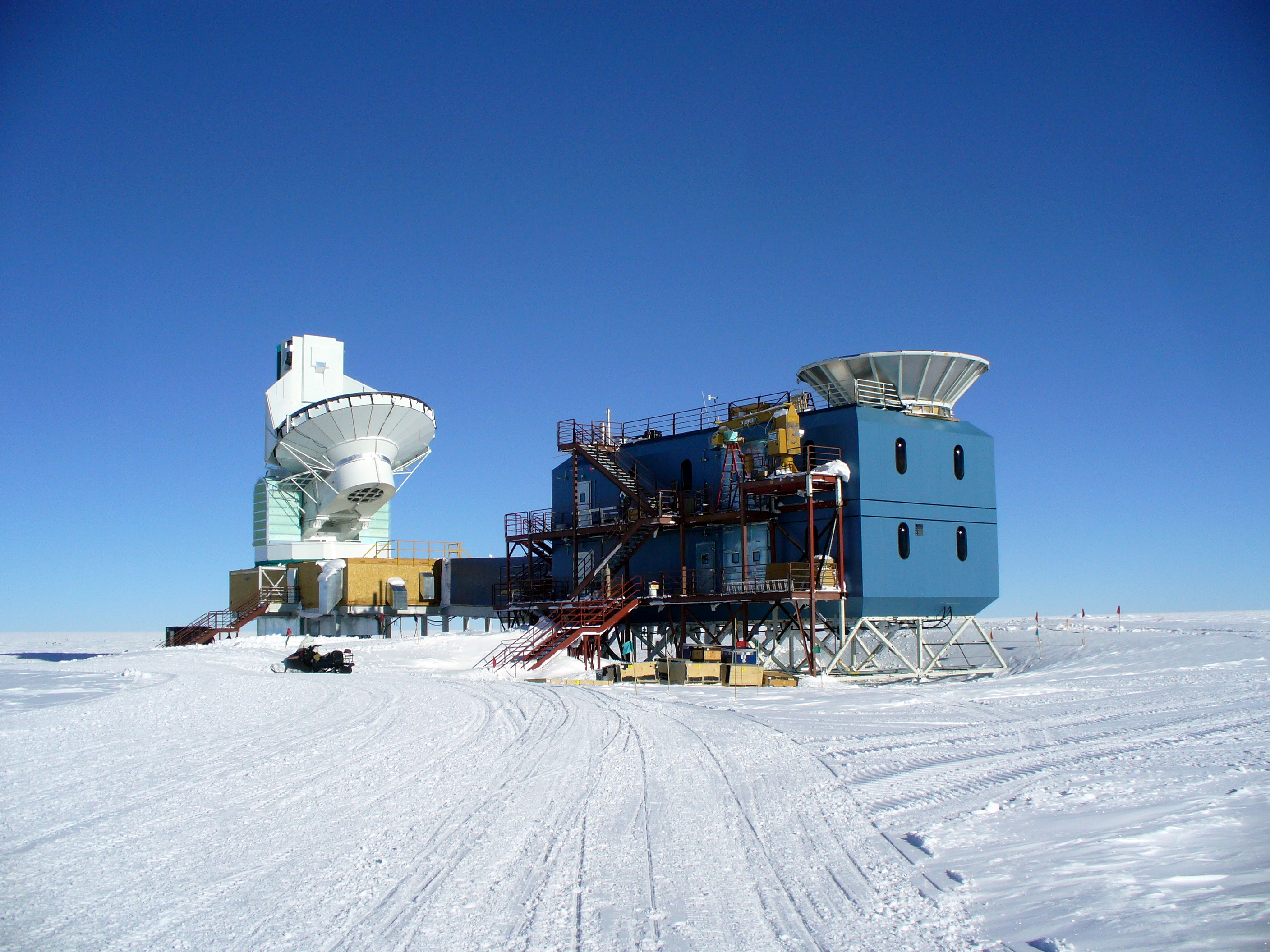
تلسكوب القطب الجنوبي (إلى اليسار) و BICEP2 (إلى اليمين) في محطة أموندسن-سكوت ، معمل الجزء المظلم.

بيسيب ومصفوف كيك (بالإنجليزية: BICEP and Keck Array) بيسيب هي تجربة لقياس استقطاب إشعاع الخلفية الميكرويفي الكوني وهي تجرى في القطب الجنوبي. وسميت التجربة بيسيب  (BICEP) اختصارا لـ
Background Imaging of Cosmic Extragalactic Polarization . تقوم بقياسات التجربة عدة هوائيات (تلسكوبات) لأشعة الميكروويف ذات أجهزة بولومترية حساسة للاستقطاب. ويتبع هذا النظام تلسكوب مرصد القطب الجنوبي كما يتبعه مصفوف كيك  ، ويشركان أيضا في القياسات.
تجرى تجربة بيسيب على مراحل، حيث أجريت التجربة بيسيب 1 بين يناير 2006 إلى ديسمبر 2008، وأجريت التجربة بيسيب 2 من يناير حتى ديسمبر 2012 . وحاليا توجد التجربة بيسيب 3 في مرحلة البناء منذ 2014 وهي تتكون من 2560 مكشاف. بالإضافة إلى ذلك يعمل مصفوف كيك منذ 2011 بثلاثة من خمس تلسكوبات مخطط لها، وهو يتكون من 512 مكشاف.
بنيت تلسكوبات بيسيب في محطة أموندسن-سكوت بالقطب الجنوبي، حيث يوجد أيضا مرصد القطب الجنوبي. ويوجد مصفوف كيك في معمل الجزء المظلم لمرصد مارتن بوميرانز. وقد أجريت قياسات للترددات 100 جيجا هرتز و150 جيجا هرتز في المنطقة السماوية فوق القطب الجنوبي.

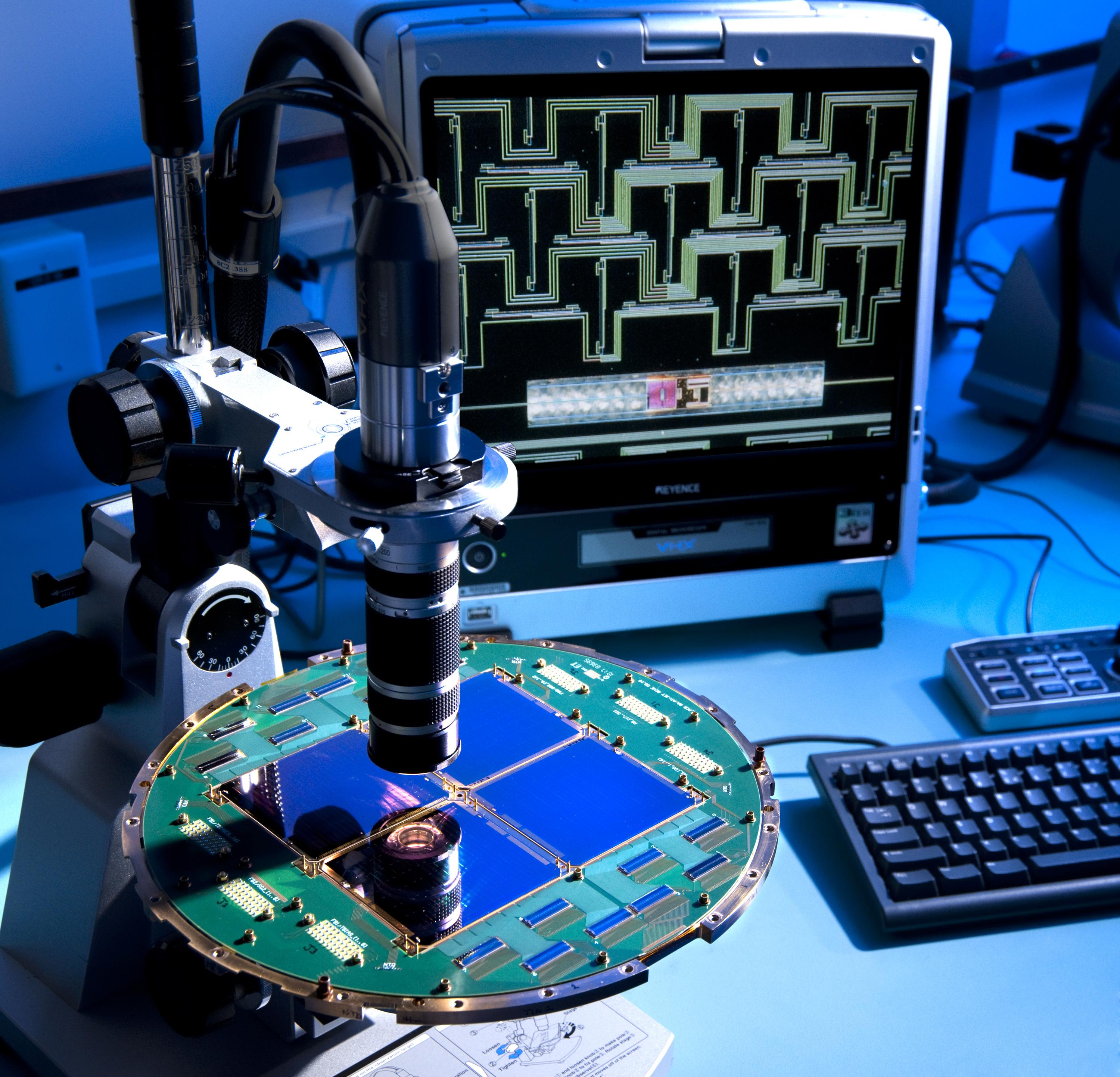
مصفوف مكشاف بيسيب 2 تحت المكروسكوب

تشترك في الأبحاث هناك عدة مؤسسات علمية وجامعات أمريكية من ضمنها كالتيك ومركز هارفارد-سميثونيان للفيزياء الفلكية وجامعة كارديف وجامعة شيكاغو، ومؤسسة الطاقة الذرية والطاقة المتجددة الفرنسية، وجامعة كاليفورنيا سان ديجو (بيسيب 1، وبيسيب 2)، والمعهد الوطني للمعايير والتكنولوجيا الأمريكي NIST وجامعة تورنتو بكندا (بيسيب 2، وبيسيب 3، مصفوف كيك) و«جامعة كيس وسترن ريزيرف» (مصفوف كيك).
أعلن العلماء المشاركون بتاريح 17 مارس 2014 قياس نمط ب من الاستقطاب، وتمت قياسه «بيسيب 2» على مستوى دقة r = 0.20.

## الأهداف

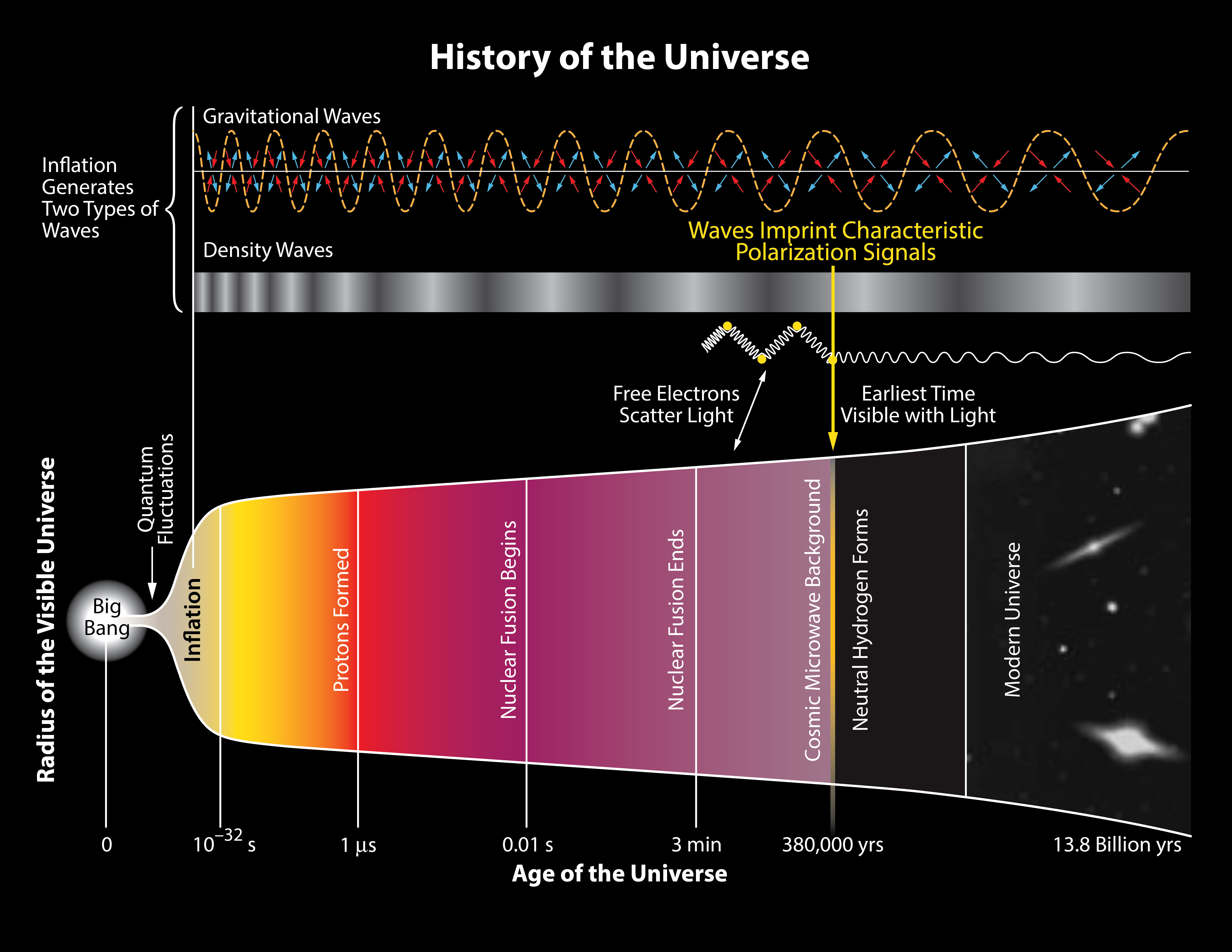
الموجة الثقالية يمكن ان تنشأ من التضخم الكوني الذي هو تضخم أسرع من الضوء يفترض حدوثه بعد الانفجار العظيم مباشرة.

الهدف من تجارب بيسيب هو قياس استقطاب إشعاع الخلفية الميكرويفي الكوني  وهي تهدف على وجه التحديد إلى قياس نمط ب الذي هو الجزء المغناطيسي من استقطاب الأشعة الميكرويفي الخلفي، ويوصف رياضيا بـ تدوير curl . تجرى تجربة بيسيب في محطة أمندسن - سكوت بالقطب الجنوبي.
قامت ثلاثة تلسكوبات بمسح لنفس المنطقة من السماء فوق القطب الجنوبي. يشترك في تلك القياسات وتفسيرها عدد كبير من المؤسسات العلمية والجامعات الأمريكية، كما تشترك فيها مؤسسات علمية وجامعات من فرنسا وكندا، وهي مذكورة أعلاه.

## بيسيب 1
تجرى تجارب بيسيب على ثلاثة مراحل، تمنت منهما مرحلتين وبدأت المرحلة الثالثة (بيسيب 3) في عام 2013 . الجدول التالي يبين مراحل التجربة ومدتها والأجهزة المستخدمة:
| الجهاز     | البدء | النهاية | تردد    | تباين | مكشافات (pixels) | مراجع        |
| ---------- | ----- | ------- | ------- | ----- | ---------------- | ------------ |
| BICEP      | 2006  | 2008    | 100 GHz | 0.93° | 50 (25)          | [ 6 ] [ 7 ]  |
| BICEP      | 2006  | 2008    | 150 GHz | 0.60° | 48 (24)          | [ 6 ]        |
| BICEP2     | 2010  | 2012    | 150 GHz | 0.52° | 500 (250)        | [ 9 ]        |
| Keck Array | 2011  | 2011    | 150 GHz | 0.52° | 1488 (744)       | [ 8 ] [ 10 ] |
| Keck Array | 2012  | 2012    | 150 GHz | 0.52° | 2480 (1240)      | [ 8 ] [ 10 ] |
| Keck Array | 2013  | —       | 150 GHz | 0.52° | 1488 (744)       | [ 10 ]       |
| Keck Array | 2013  | —       | 100 GHz |       | 992              | [ 10 ]       |
| BICEP3     | 2013  | —       | 95 GHz  | 0.37° | 2560 (1280)      | [ 11 ]       |

قام جهاز بيسيب الأول (وهو يعرف «بتلسكوب روبنسون للموجات الثقالية الخليفية») برصد السماء في تردد 100 ميجا هرتز و150 ميجا هرتز (وهي تعادل طول موجة 3 مليمتر و2 مليمتر) وذلك بتباين زاوي قدره 0و1 و7و0 درجة. ويتكون الجهاز من 98 مكشاف، منها 50 تقيس 100 جيجاهرتز، و48 مكشاف يقيس 150 جيجا هرتز. وكل المكشافات حساسة استقطاب إشعاع الخلفية الميكرويفي الكوني.
.
كل اثنين من المكشافات يكون بكسل واحد حساس للاستقطاب. وكان هذا الجهاز مستحدث وتجريبي بغرض أن يكون نموذجا لأجهزة أحسن، وبدأ قياساته في يناير 2006 . وانتهت قياساته في نهاية عام 2008.

## بيسيب 2

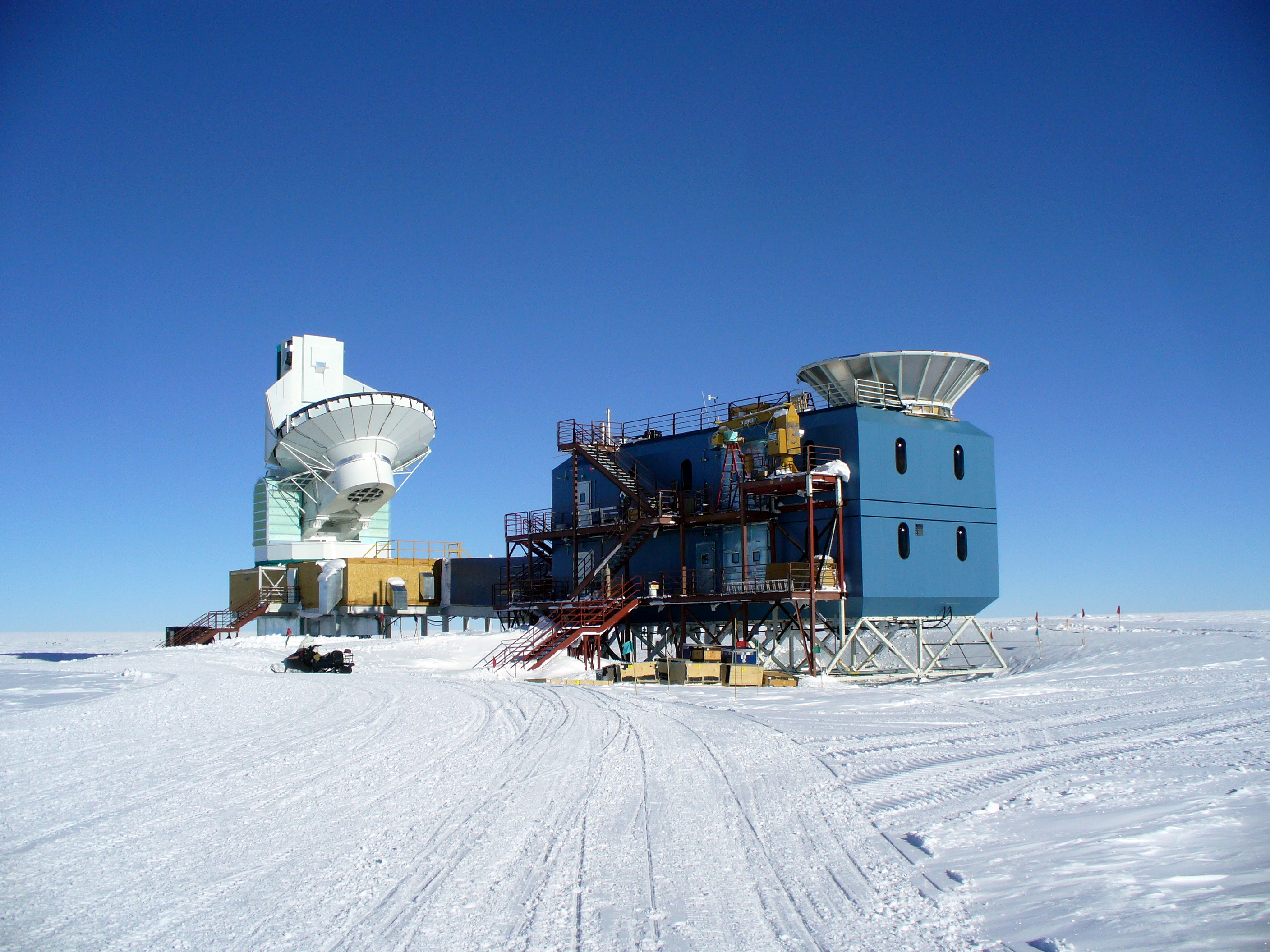
تلسكوب بيسيب 2 بالقرب من تلسكوب القطب الجنوبي

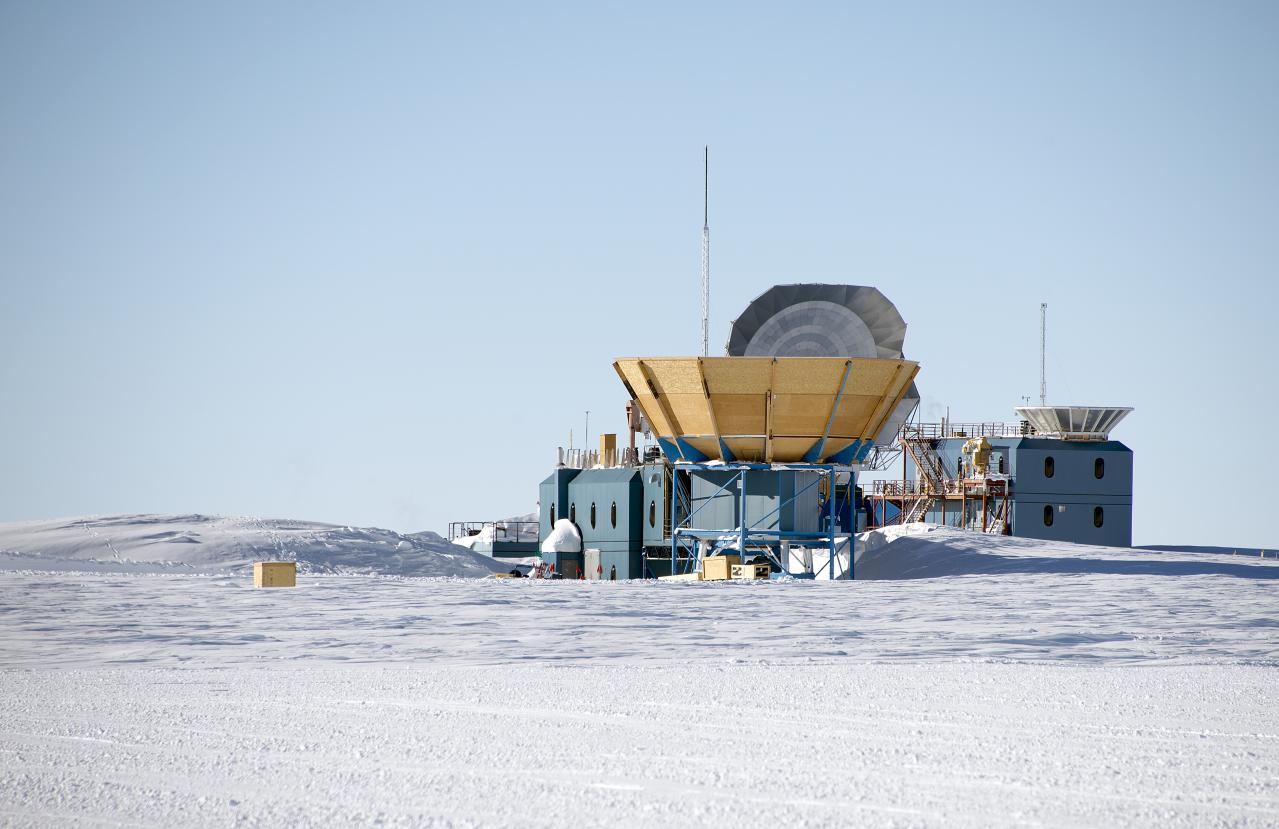
مصفوف كيك في مرصد مارتن بوميرانتز.

كان الجيل الثاني من أجهزة القياس هو BICEP2. وكانت له مواصفات أحسن كثيرا عن بيسيب 1، فكان مزودا بمكشاف بؤري بمصفوف بولومتر له بؤرة مستوية من نوع TES ويتكون من 512 مكشاف 256 بكسل. وهو يعمل على تردد 150 جيجا هرتز. وقد استبدل بيسيب 1 بتلسكوب له فتحة 26 سنتيمتر، وقام برصد السماء فوق القطب الجنوبي بين عامي 2010 و2912 .
وصدرت تقارير في مارس 2014 أن بيسيب اكتشف نمط ب من الموجات الثقالية من فترة نشأة الكون. وقام مركز هارفارد-سميثونيان للفيزياء الفلكية بإعلان بتاريخ 17 مارس 2014، يقول فيه أن بيسيب 2 قد اكتشف نمط ب بمستوى
r = 0.20+0.07
−0.05 ، لاغيا بذلك النظرية المرجحة لـr = 0.

## مصفوف كيك
كان هناك هوائي تلسكوب كبير انتهى عملة موجودا بالقرب من تلسكوب بيسيب في مبنى مرصد مارتن بوميرانتز في القطب الجنوبي. وفي هذا المكان بني مصفوف كيك بحيث يستغل هذا الهوائي الكبير.
يتكون مصفوف كيك من خمسة أجهزة لقياس الاستقطاب، كل واحد منها له نفس تصميم بيسيب 2 ولكنه يستخدم ثلاجة أنبوب نبضي بدلا من الوعاءالكبير للهيليوم السائل.
وبدأت الثلاثة تلسكوبات الرصد في الصيف الأسترالي 2010 -2011، وبدأ الاثنان الآخران الرصد في عام 2012. وكان رصد جميع المستقبلات مركزة على استقبال تردد 150 جيجا هرتز حتى عام 2013، وبعدها حُول اثنان من التلسكوبات لرصد تردد 100 جيجا هرتز. كل جهاز لقياس الاستقطاب كان مكونا أيضا من تلسكوب بصري (لتقليل العمليات الروتينية)، وكانت جميعها مبردة بواسطة مبرد صمام نبضي عند درجة حرارة 4 كلفن ومصفوفات بؤرة مستوية من 512 رأس حساسة من نوع Transition edge sensor ومبردة هي الأخرى إلى درجة 250 مللي كلفن، مما يشكل في المجموع 2560 مكشافا.
صرفت على المشروع «مؤسسة دبليو إم كيك الخيرية» نحو 3و2 مليون دولار، كما شاركت عدة جهات أخرى في التمويل ومن ضمنها «المؤسسة الوطنية الخيرية للعلوم»، وعدة هيئات خيرية أخرى. وقد قام «أندرو لانج» برئاسة مشروع مصفوف كيك.

## بيسيب 3
بعدما أنتهى بناء مصفوف كيك في عام 2012 أصبح استمرار القياس بتجربة بيسيب 2 ليس له داع وعلى الأخص لخفض التكاليف. سيشترك في القياسات الجديدة مصفوف كيك مع التقنية المتبعة في تجربة بيسيب، ولكن مع تعديل جهاز التبريد بالهيليوم السائل لهذا التلسكوب الكبير، وهذا هو ما يتم حاليا.
سيتكون بيسيب 3 من تلسكوب واحد ذو 2560 من المكشافات (وسيقوم بالرصد لتردد 95 جيجا هرتز) مثله مثل الخمس تلسكوبات لمصفوف كيك، ولكن ستكون له فتحة 55 سنتيمتر.
بهذا فسيكون له حصيلة ضوئية تمثل ضعف حصيلة مصفوف كيك. أحد سلبيات المستوى البؤري الواسع أ إذ أنه «يرى» حقل زاوية 26° مما يجعله يرصد جزءا من السماء ليس خاليا تماما من الشوشرة. سوف يتم بناء التجربة خلال عامي 2014 - 2015، خلال فصل الصيف في أستراليا.

## تأييد التضخم الكوني والموجات الثقالية
كانت أجهزة تجربة بيسيب 2 مهيئة لتحسس نمط ب من إشعاع الخلفية الميكرويفي الكوني، الذي يمثل «صدى» من إشارات موجات ثقالية في خلفية الموجات الثقالية الكونية التي نشأت في فترة التضخم الكوني بعذ الانفجار العظيم مباشرة. فمن المرجح أن أثارها تظهر في توزيع الاستقطاب في إشعاع الخلفية.
وأعلن العلماء القائمين بتجربة بيسيب 2 في مارس 2014 عن أكتشفهم للنمط ب في إشعاع الخلفية الميكرويفي الكوني.
.
ويعتبر نمط ب بصمة إصبع لما حدث في الكون في مرحلة تضخمه بعد الانفجار العظيم بنحو 10−31 من الثانية.
بدأ ظهور إشعاع الخلفية الميكرويفي الكوني نفسه في عصر التحام أزواج إلكترون وبوزيترون نحو 380.000 سنة بعد الانفجار العظيم عندما انفصلت المادة عن الطاقة. فكان اكتشاف نمط ب من فترة نشأة الكون هو أحد أهم أهداف البحث العلمي، إذ أنه يبين صورا أولى لموجات ثقالية كما يبين أيضا التضخم الكوني ويمثلان «الرعشة الأولى» للانفجار العظيم.

ما سجله العلماء من نمط ب كان أشد كثيرا مما انتظره العلماء النظريون، وظل العلماء التجريبيون الذين قاموا بالرصد ثلاثة أعوام كاملة في تحليل نتائجهم قبل اعلانهم النتيجة، بغرض تفادي أخطاء قد تنشأ من اختلافات في توزيع الغبار في مجرتنا. كذلك أجريت التجربة بتلسكوبات في القطب الجنوبي بحيث تكون شوشرة جو الأرض أقل ما يمكن فلا تؤثر على نتيجة البحث. وبعد هذا الاكتشاف لا بد من دعمه من قبل مجموعة علماء آخرين يقومون بتجربة على هذا السبيل وتكون مؤيدة للنتائج علماء القطب الجنوبي، حتى تعترف الهيئات العلمية العالمية بهذه النتيجة. وربما يأتي تلسكوب بلانك الفضائي بدليل في هذا المضمار.

## اقرأ أيضا
- إشعاع الخلفية الميكرويفي الكوني
- مصور الأشعة الخلفية الكونية
- نمط ب
- استقطاب (فيزياء)
- انفجار عظيم
- مرصد القطب الجنوبي
- بلانك (مرصد فضائي)
- مستكشف الخلفية الكونية
- مسبار ويلكينسون لقياس اختلاف الموجات الراديوية